# Ramón Rodríguez Verdejo
Monchi, bürgerlich Ramón Rodríguez Verdejo (* 20. September 1968 in San Fernando), ist ein ehemaliger spanischer Fußballtorhüter, der von 2000 bis 2017 Sportdirektor des FC Sevilla war und dieses Amt seit 2019 wieder innehat. Von April 2017 bis 2019 war er Sportlicher Leiter bei der AS Rom.

## Karriere

### Als Spieler
Monchi spielte zunächst mit der zweiten Mannschaft des FC Sevilla, genannt Sevilla Atlético, in der dritten spanischen Liga. In seiner ersten Saison war er nur Ersatztorwart, kam so lediglich auf vier Einsätze und wurde erst in seiner zweiten Saison Stammtorwart. Er verpasste als neuer Stammtorwart nur ein Spiel und wurde nach Ende der Saison in die Profimannschaft befördert. Dort gab er in der Saison 1990/91, beim 1:1-Unentschieden im Auswärtsspiel gegen Real Sociedad San Sebastián, sein Debüt in der Primera División. In den folgenden Jahren war er zumeist Ersatztorhüter hinter Juan Carlos Unzué. In der Saison 1995/96 bestritt er mit 18 Einsätzen fast die Hälfte der Ligaspiele. Während der Saison 1996/97 konnte er Unzué als Stammtorwart ablösen, die Saison endete jedoch mit dem Abstieg Sevillas. Unzué verließ den Verein daraufhin und Monchi war noch zwei Jahre lang Stammtorwart Sevillas in der zweiten Liga, ehe er seine Karriere nach dem Wiederaufstieg in der Saison 1998/99 beendete.

### Als Sportdirektor
Kurz nach Ende seiner aktiven Laufbahn wurde Monchi 2000 neuer Sportdirektor des FC Sevilla. Kurz nach seinem Amtsantritt schaffte Sevilla, das in der Saison 1999/2000 direkt wieder abgestiegen war, den erneuten Wiederaufstieg in der Saison 2000/01. In den folgenden Jahren entwickelte er sowohl die Jugendarbeit als auch das Scouting des FC Sevilla weiter und der Verein brachte in dieser Zeit große Talente wie José Antonio Reyes, Sergio Ramos, Diego Capel, Jesús Navas, Alberto Moreno und Antonio Puerta hervor. Die über 700 Scouts, die unter Monchi arbeiten entdeckten zudem spätere Starspieler wie Dani Alves, Júlio Baptista, Federico Fazio, Carlos Bacca, Adriano, Luís Fabiano oder Kevin Gameiro. Die meisten dieser Spieler wurden nach einiger Zeit gewinnbringend weiterverkauft und der FC Sevilla konnte bei den Verkäufen einen Gewinn von schätzungsweise mehr als 100 Millionen Euro erzielen. Dennoch war der FC Sevilla in dieser Zeit auch sportlich sehr erfolgreich und konnte fünf Mal die UEFA Europa League sowie zwei Mal die Copa del Rey gewinnen. Sein Vertrag beim FC Sevilla hatte eine Laufzeit bis 2020 und beinhaltete eine festgeschriebene Ablösesumme in Höhe von fünf Millionen Euro. Am 23. April 2017 wechselte Monchi als Sportlicher Leiter zum italienischen Erstligisten AS Rom, 2019 kehrte er zu Sevilla zurück.

## Persönliches
Monchi spricht neben Spanisch auch fließend Französisch und Italienisch. Er ist der Patenonkel von Ivan Rakitićs Tochter Raquel.